# منطقه سیستان
منطقه سیستان یا سیستان ، نام منطقه ای در شمال استان سیستان و بلوچستان است که شمال پنج شهرستان زابل، زهک، هامون، هیرمند و نیمروز می شود.

## جمعیت شناسی

### جمعیت
جمعیت منطقه سیستان در سرشماری سال ۱۳۹۵ ، برابر با ۳۹۴،۰۲۹ نفر بوده است. جمعیت منطقه سیستان ، تحت تاثیر عوامل مختلفی قرار دارد. مهاجرت به دلیل خشک سالی یکی از مهم ترین عوامل است. البته که رشد جمعیت بالا و جمعیت جوان هم عامل موثری در رشد جمعیت و مثبت بودن شیب جمعیتی منطقه است. 

### اقوام
اکثر مردم ساکن سیستان راسیستانی ها  تشکیل می دهند. هر چند اقلیتی از بلوچ های مهاجرت کرده از جنوب استان هم در منطقه حضور دارند.  
| اقوام سیستان     | اقوام سیستان     | اقوام سیستان | اقوام سیستان | اقوام سیستان |
| ---------------- | ---------------- | ------------ | ------------ | ------------ |
| قومیت            | قومیت            |              | درصد         | درصد         |
| سیستانی          | سیستانی          |              | ۹۵٪          | ۹۵٪          |
| بلوچ             | بلوچ             |              | ۴٫۹٪         | ۴٫۹٪         |
| سایر و بدون جواب | سایر و بدون جواب |              | ۰٫۱٪         | ۰٫۱٪         |

### مذهب
بیش از ۹۵٪ درصد جمعیت سیستان را شیعیان تشکیل می دهند. ۵٪ را هم اهل سنت بلوچ که مهاجر و غیر بومی هستند تشکیل می دهند.  
| دین مردم سیستان | دین مردم سیستان | دین مردم سیستان | دین مردم سیستان | دین مردم سیستان |
| --------------- | --------------- | --------------- | --------------- | --------------- |
| مذهب            | مذهب            |                 | درصد            | درصد            |
| شیعه            | شیعه            |                 | ۹۵٫۲٪           | ۹۵٫۲٪           |
| سنی             | سنی             |                 | ۴٫۸٪            | ۴٫۸٪            |

## جستار وابسته
- سیستان
- مردم سیستانی
- استان سیستان و بلوچستان